# Квазиспутник
Квазиспу́тник (от лат. quas(i) «наподобие», «нечто вроде») — объект, находящийся в орбитальном резонансе 1:1 с планетой, что позволяет ему оставаться вблизи планеты на протяжении многих орбитальных периодов.
Период обращения квазиспутника вокруг Солнца в точности соответствует периоду обращения планеты, однако квазиспутник имеет другой эксцентриситет орбиты, обычно превышающий эксцентриситет орбиты планеты. Относительно планеты квазиспутник медленно движется по вытянутой траектории в сторону, противоположную движению планеты.
В отличие от настоящего спутника, орбита квазиспутника находится за пределами сферы Хилла и потому нестабильна. Через некоторое время взаимное движение планеты и квазиспутника переходит к другим формам орбитального резонанса, что приводит к их расхождению.
В других случаях орбитального резонанса 1:1, например, для орбиты в виде подковы вокруг точек Лагранжа объект не остаётся поблизости от планеты в течение нескольких оборотов вокруг звезды. Объекты, движущиеся по орбите в виде подковы, могут на короткое время переходить на орбиты квазиспутников, из-за чего могут быть ошибочно приняты за таковые. Примером подобного объекта может служить 2002 AA29.

## Примеры
Земля
На 2002 год было известно три квазиспутника Земли: (3753) Круитни, 2003 YN107 и (164207) 2004 GU9. Эти объекты остаются на орбитах квазиспутника от десятков до сотен лет. В 2011 стало известно об ещё одном астероиде из группы аполлона на подковообразной орбите — 2010 SO16. В 2012 году был открыт астероид диаметром 50 метров (367943) Дуэнде, который не только является квазиспутником, но и также пролетел 15 февраля 2013 года на минимальном расстоянии от центра Земли: 27 000 км. В 2016 обнаружили новый естественный квазиспутник Земли — астероид (469219) Камоалева — который стал вращаться вокруг Земли около ста лет назад. Кандидат в квазиспутники 2023 FW13 диаметром 10—20 метров был открыт 28 марта 2023 года обсерваторией PanSTARRS на Гавайских островах.
Венера
У Венеры тоже есть квазиспутник, (524522) Зоозве. Орбита этого астероида также пересекает орбиты Меркурия и Земли. Предполагается, что он остаётся «компаньоном» Венеры на протяжении 7000 лет и покинет её через 500 лет.
Нептун
(309239) 2007 RW10 — временный квазиспутник Нептуна, на настоящий момент, единственный квазиспутник, обнаруженный у планет-гигантов. Считается, что он стал квазиспутником около 12 500 лет назад и будет оставаться им примерно ещё 12 500 лет. Его орбитальные характеристики свидетельствуют о том, что он не образовывался в своём текущем местоположении.
Другие планеты
На основе проведённого моделирования можно утверждать, что квазиспутники могут быть у Урана и Нептуна со времён образования Солнечной системы (примерно 4,5 миллиарда лет). У Юпитера квазиспутник может оставаться в течение 10 миллионов лет, у Сатурна — до 10 000 лет.
Искусственные квазиспутники
В начале 1989 года советский межпланетный аппарат «Фобос 2» вышел на орбиту квазиспутника у Фобоса, спутника Марса, со средним расстоянием до Фобоса в 100 км. В соответствии с расчётами аппарат мог оставаться на орбите до нескольких месяцев, но из-за отказа системы управления связь с ним была потеряна.